# Vladislav Kaska
Vladislav Kaska (27. června 1945 Plzeň – 1. února 2017 Slavkov) byl malíř, grafik a výtvarný pedagog.

## Život
V dětství byl žákem plzeňského krajináře Františka Hrabáka. V letech 1960–1964 studoval grafiku na Škole uměleckých řemesel v Brně u prof. Jana Bruknera a dále pokračoval na Vysoké škole uměleckoprůmyslové v Praze v ateliéru prof. Antonína Strnadela. Po ukončení studia v roce 1969 žil a působil v Praze. V roce 1999 se přestěhoval do malé vesnice Slavkov ve středních Čechách a vyučoval zde na Základní umělecké škole ve Voticích, Olbramovicích a Vrchotových Janovicích.
Kromě malování se věnoval grafické tvorbě. V oboru drobné grafiky získal mezinárodní ocenění. Je představitelem imaginativního realismu. Patří do okruhu Jindřicha Pilečka, Jana Součka, Herberta Kiszi a Anny Poustové. Společně s Janem Součkem a Herbertem Kiszou vystavoval pod jménem KIKASO.
V roce 2019 byla podstatná část malířského díla Vladislava Kasky trvale vystavena v bývalém Františkánském klášteře ve Voticích.

## Ocenění
Concours International 1989 Ex-Libris Paris – 1. cena
Mezinárodní soutěž ex libris 1990, Pardubice – 1. cena

## Ilustrace
- PROVAZNÍKOVÁ, Věra. Našel kohoutek v trávě prstýnek. 1. vyd. Praha: Panorama, 1978. [11] s.
- PROVAZNÍKOVÁ, Věra. Padla Madla do říkadla. 1. vyd. Praha: Panorama, 1979. [10] s.
- ŠIKULA, Vincent. Z domu na kopci. Překlad Helena Kocourová. 1. vyd. Praha: Ml. fronta, 1988. 136 s.
- FRÝBORT, Pavel. Přesilová hra. Vyd. 1. Praha: Mladá fronta, 1990. 229 s. Smaragd, sv. 121.
- DUBANSKÝ, Radoslav. Alko-holka, had Stress a čaroděj Jógóm. Praha: Wald Press, 2007. 125 s.
- PAVLOVSKÝ, Pavel. Pověsti z Voticka: za pověstmi České Sibiře. 1. vyd. Votice: Město Votice, 2009. 136 s.

## Výstavy (výběr)

### Samostatné výstavy
- 1976 – Městské muzeum, Klatovy
- 1980 – Galerie am Hinterberg, Curych
- 1981 – Galerie Atelier 3, Curych
- 1986 – Klub spisovatelů, Praha
- 1989 – Galerie Kniha, Praha
- 1993 – Galerie U prstenu, Praha
- 1994 – Galerie Leonhard, Praha
- 1995 – Galerie, Volyně
- 1996 – Galerie, Bern
- 1997 – Galerie Pod věží, Třeboň
- 1999 – Galerie Maecenas, Plzeň
- 1999 – Brandýský zámek, Brandýs nad Labem
- 2000 – Stará radnice, Votice
- 2001 – Galerie Palma, Benešov
- 2002 – Městské muzeum, Duchcov
- 2003 – Galerie V zahradě, Kolín
- 2007 – Šímova síň, Benešov
- 2011 – Stará radnice, Votice
- 2015 – Galerie 140, Tábor
- 2017 – Chvalský zámek, Praha
- 2018 – Galerie U lávky, Praha

### Skupinové výstavy
- 1969 –1975 se skupinou „S“
- 1988 – Galerie Na mostě, Hradec Králové
- 1999 – Galerie Hollar, Praha
- 2000 – Jihomoravské muzeum, Znojmo
- 2001 – Novoměstská radnice, Praha
- 2015 – Galerie Hollar, Praha
- 2016 – Galerie Portheimka, Praha

## Galerie

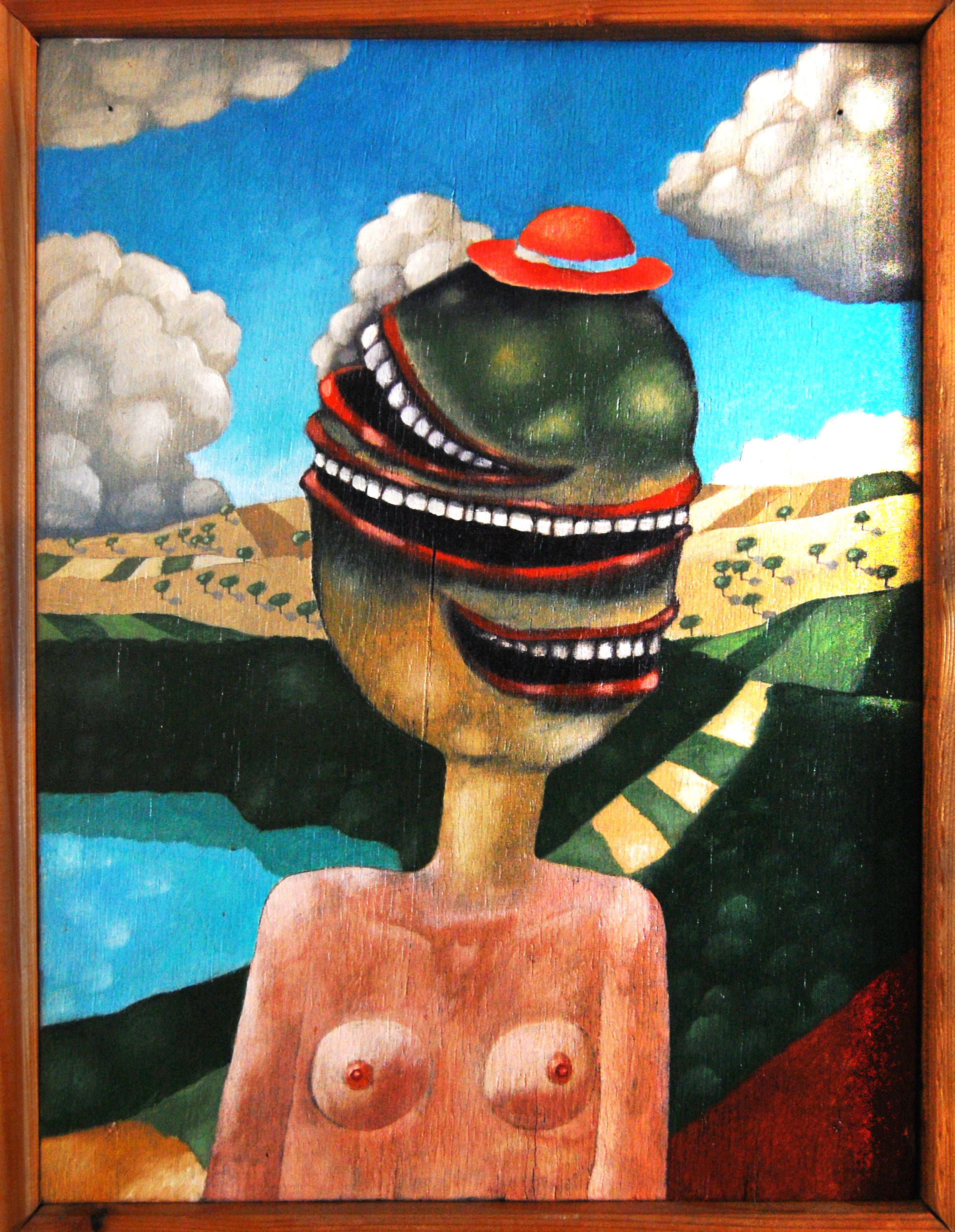
Smějící se dívka, olej
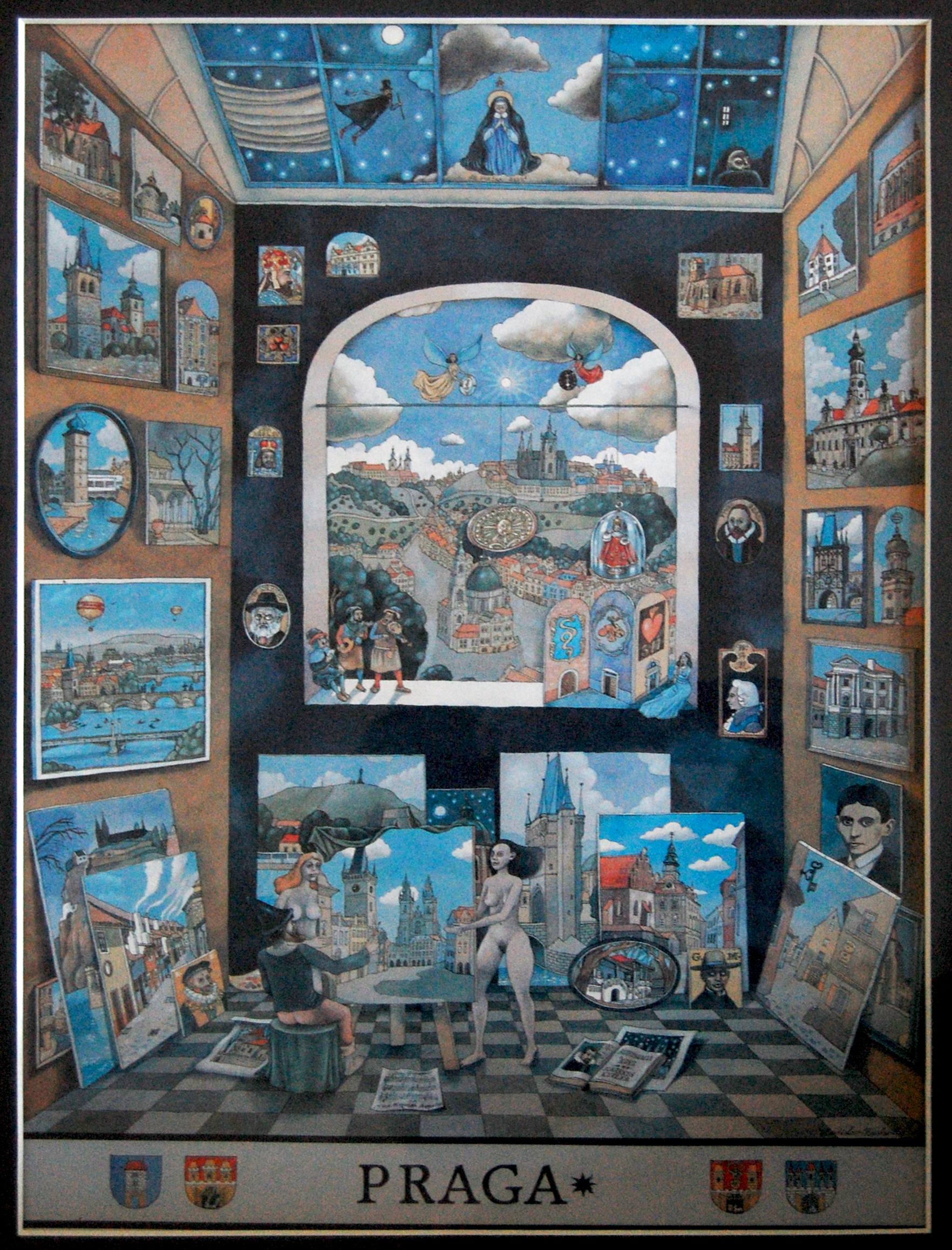
Plakát Praha, grafika
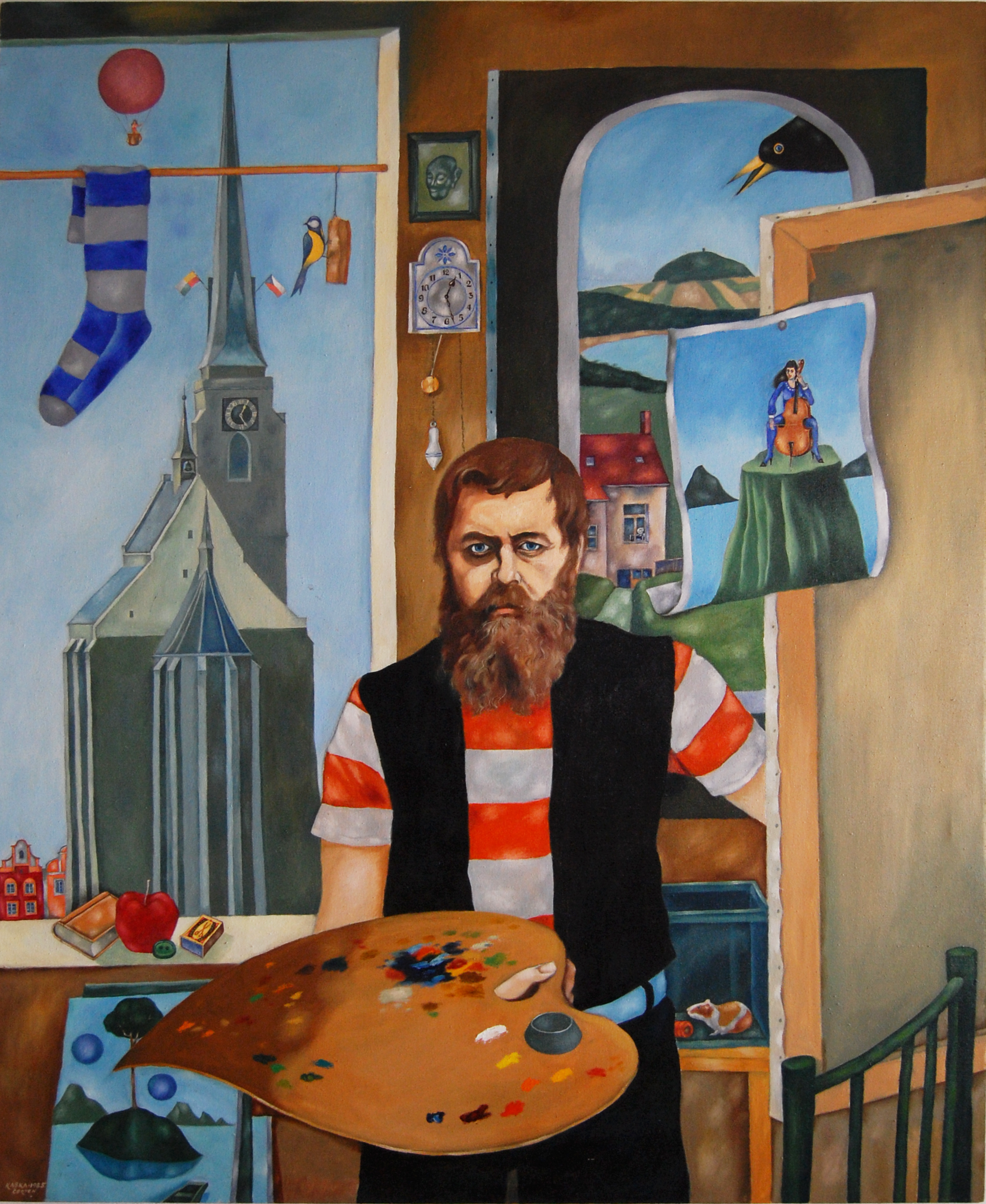
Autoportrét, olej
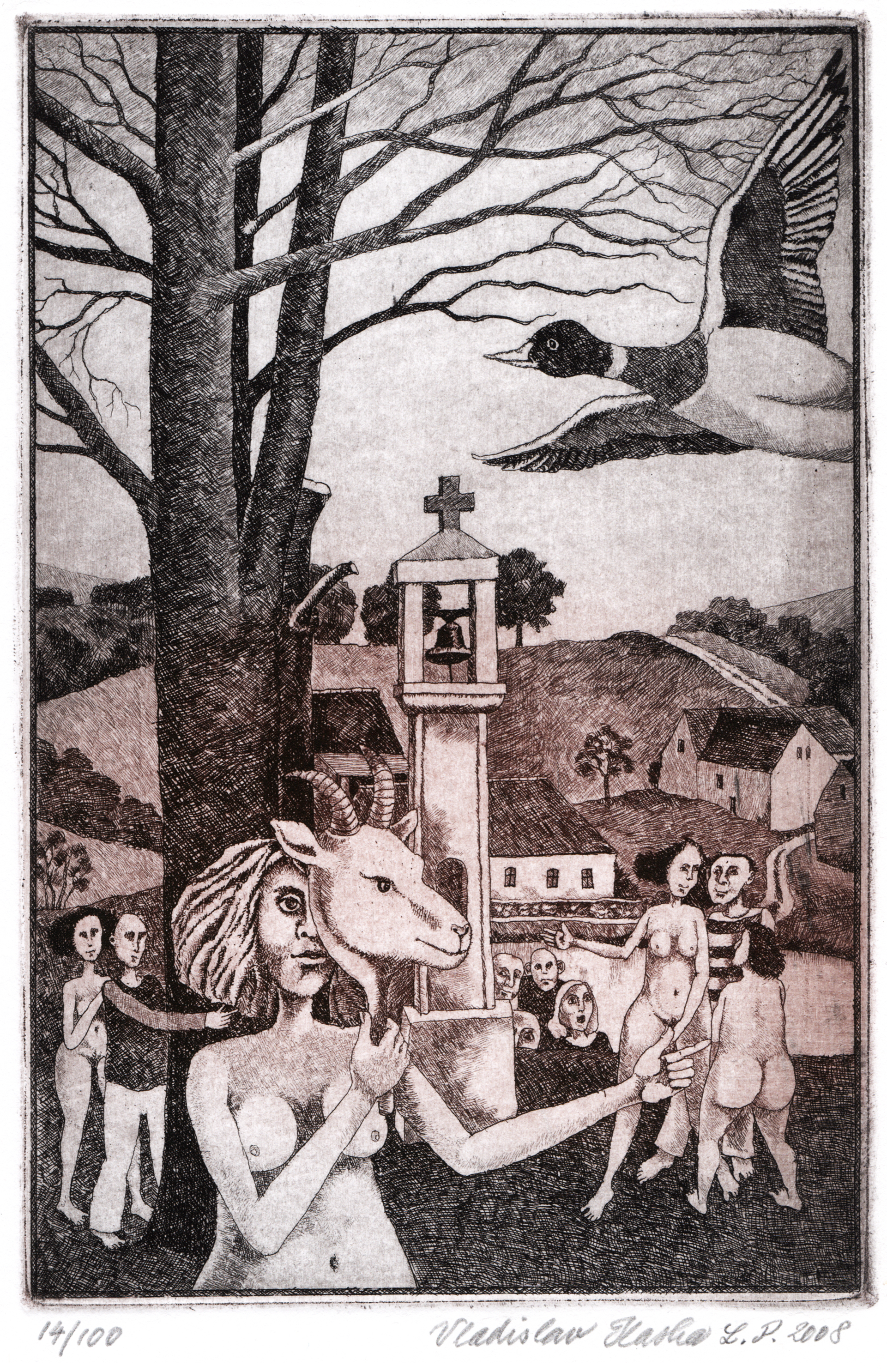
Z cyklu Slavkov, lept